# 抗日音楽330曲集
『抗日音楽330曲集』（こうにちおんがく330きょくしゅう、朝鮮語: 항일음악 330곡집）は、ノ・ドンウン（노 동은、1946年 - 2016年）が編纂し、没後の2017年に民族問題研究所によって出版された楽曲集。朝鮮王朝末の東学農民革命（甲午農民戦争）から日本統治時代の終わりまでの期間に、日本の侵略、支配への抵抗（抗日）をテーマとして作られた軍歌、革命歌、闘争歌、愛国歌、啓蒙歌、望郷歌、追悼歌などを網羅的に集大成した楽曲集であり、アメリカ合衆国など朝鮮以外の地域で朝鮮人によって創作された作品なども収録され、従来あまり知られていなかった楽曲も多数発掘されている。
2019年1月27日、ソウル市教育庁は、1919年に日本統治下で起きた独立運動である三・一運動の100周年を記念して、ソウル特別市内の小学校、中学校、高等学校合わせて1300校すべてに『抗日音楽330曲集』を1冊ずつ無料で配布すると発表した。

## 収録曲の特徴
収録された330曲を制作年代別にみると次のようになる。
- 1860年代 - 1900年代：83曲
- 1910年代：68曲
- 1920年代：72曲
- 1930年代：63曲
- 1940年代：44曲

収録された楽曲の多くは、既存の旋律を流用したものであり、「アリラン」など朝鮮の伝統的な旋律のほか、「オールド・ラング・サイン」など欧米の旋律に抗日的内容の歌詞を載せた様々なものがある。さらには、日本の歌曲の旋律を流用したものもあり、「鉄道唱歌」、「軍艦行進曲」、「ハイカラ節」などの旋律が用いられていた。
収録された楽曲の歌詞を最も多く書いたのは独立運動家の安昌浩であったが、他にも李範奭、李容俊、金昌満、金学奎らが複数の収録曲の歌詞を手がけていた。李正浩、金仁湜らは複数の作詞作曲作品が収録されており、さらに作曲家である李尚俊、鄭律成らは複数の作曲作品が収録されている。